# 阿赫马
阿赫马·哈桑（II. Ahmed Han，？—1026年），又称穆罕默德托干汗，喀喇汗国第九任可汗，最早皈依伊斯兰教的突厥人萨图克·博格拉汗的曾孙、哈仑的第二个儿子。他在堂兄曼苏尔·阿里去世后，成为大汗。他住八剌沙衮，他的大哥优素福·卡迪尔汗在喀什噶尔率军入侵于阗，灭亡了于阗。他去世后，优素福·卡迪尔汗继位。
| 前任： 曼苏尔·阿里 | 喀喇汗国可汗 1024年—1026年 | 繼任： 优素福·卡迪尔汗 |